# 列夫朗
列夫朗（法語：Lieffrans，法語發音：[ljɛfʁɑ̃]）是法国上索恩省的一个市镇，属于沃苏勒区。

## 地理
列夫朗（47°31'12"N, 5°58'17"E）面积4.37 平方千米，位于法国勃艮第-弗朗什-孔泰大區上索恩省，该省份为法国东部内陆省份，北起顺时针与孚日省、贝尔福地区省、杜省、汝拉省、科多尔省和上马恩省接壤。
与列夫朗接壤的市镇（或旧市镇、城区）包括：讷韦勒莱拉沙里泰、布吉尼翁-莱拉沙里泰、格朗韦勒和勒佩勒诺。
列夫朗的时区为UTC+01:00、UTC+02:00（夏令时）。

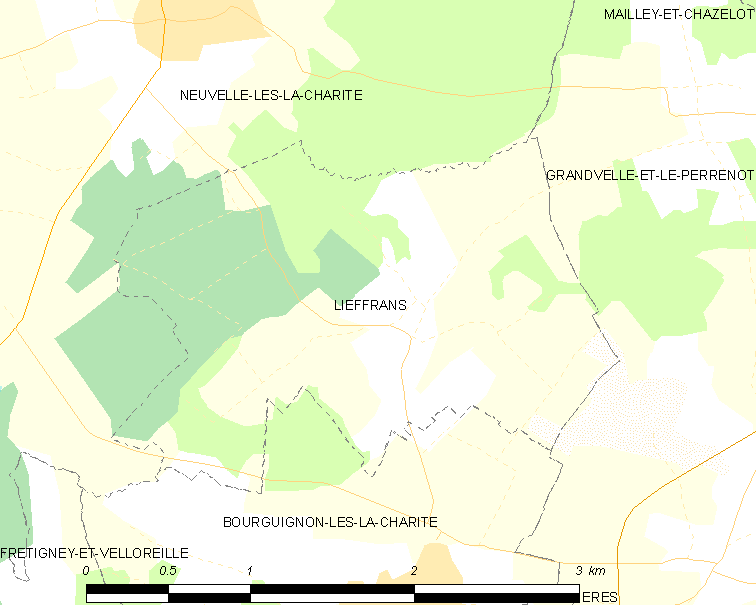
列夫朗的OSM定位图

## 行政
列夫朗的邮政编码为70190，INSEE市镇编码为70301。

## 政治
列夫朗所属的省级选区为索恩河畔塞和圣阿尔班县。

## 人口

1962-2008年间列夫朗人口变化图示

列夫朗于2022年1月1日时的人口数量为51人。